# Batka István
Batka István (Szeged, 1927. május 17. – Budapest, 1980. május 29.) Ybl Miklós-díjas (1975) magyar építészmérnök.

## Életpályája
1937-1945 között a makói József Attila Gimnázium tanulója volt. 1945-1949 között a Budapesti Műszaki és Gazdaságtudományi Egyetem hallgatója volt. 1951-1953 között a Székesfehérvári Állami Építőipari Vállalatnál építésvezetőként, majd főmérnökként dolgozott. 1957-től a Belkereskedelmi Tervező és Kivitelező Vállalatnál tevékenykedett. 1963-tól a Lakóépülettervező Vállalatnál volt. 1969-től a Típustervező Vállalatnál építész tervezőként dolgozott.

## Munkái
- Dunaújvárosi Kék Duna Áruház
- Budapesti Corvin Áruház
- Szentendrei bevásárlóközpont
- Győri állami áruház
- Tapolcai állami áruház
- Pápai állami áruház